# حرية الدين في النمسا
يكفل الدستور النمساوي حرية التدين، وتحترم الحكومة بصفة عامة هذا الحق عمليًا لكل المجموعات الدينية عدا بعض الأقليات. ساهمت سياسة الحكومة في حرية الممارسة الدينية لكل الأديان عدا بعض الأديان المسماة بـ«الطوائف». أشارت التقارير إلى هجمات جسدية معادية للسامية ضد الأفراد وهجمات عنيفة معادية للسامية ضد الممتلكات. وقعت أحداث معادية للسامية أخرى خلال العام. كانت هناك ريبة مجتمعية وتمييز ضد أعضاء الجماعات الدينية غير المعترف بها، والمشار إليها بالطوائف. خلال عام 2006، سُجلت 32 حالة تمييز بناءً على الدين قبل قدوم مفوض الحقوق المتساوية. واجه المسلمون أيضًا أذى بخصوص الحجاب والمقابر.

## الديموغرافيا الدينية
تشغل الدولة مساحة 32,369 ميل مربع (83,840 كيلومتر مربع) وتعدادها السكاني يصل إلى 8.2 مليون نسمة. تُعتبر الأقليات الدينية الكرواتية والسلوفينية والمجرية والتشيكية والسلوفاكية والرومانية هي الأكبر في النمسا. استقبلت الدولة في السنوات الماضية هجرة من دول مثل تركيا والبوسنة والهرسك، وهو ما سبب زيادة عدد المسلمين بالدولة. تضاعف المجتمع المسلم بالدولة منذ عام 1991، وأصبح عدد أفراده يُقدر بنحو 339 ألف نسمة، أي 4.2% من السكان. أصبح معدل الهجرة أبطأ بسبب تقديم نظام الحصص في تسعينات القرن الماضي. تُعد الجماعة الإثنية التركية الكبرى في النمسا، إذ يوجد 123 ألف مواطن نمساوي من الترك. تأتي بعدها في الترتيب جماعة البوسنة بعدد يُقدر بـ 64 ألف نسمة، واليوغوسلافيون بعدد يُقدر بـ 21600 نسمة، وعدد المقدونيين 11 ألف نسمة، والإيرانيين 3800. بينما أكبر الجماعات العربية المسلمة هم المصريون 3500 فرد والتونسيون 1000 فرد.
طبقًا لآخر إحصاء سكاني أجرته الدولة في عام 2001، فإن عضوية الأديان الرئيسة كالتالي: الكنيسة الرومانية الكاثوليكية بنسبة 74%، كل من الكنيسة اللوثرية والمشيخية بنسبة 4.7%، المجتمع المسلم بنسبة 4.2%، المجتمع اليهودي بنسبة 0.1%، الأرثوذكس الشرقيون (الروس والإغريق والصرب والرومان والبلغاريون) بنسبة 2.2%، والكنائس المسيحية الأخرى بنسبة 0.2%. تُقدر نسبة الملحدين بـ 12%، بينما توجد نسبة 2% من السكان الذين لم ينسبوا أنفسهم لأي جماعة دينية.
أغلبية الجماعات الدينية التي أطلقت عليها الحكومة مصطلح «طائفة» هم منظمات صغيرة بأقل من 100 عضو. أشارت التقارير إلى حوادث اعتداء جسدي على أشخاص منهم وهجوم عنيف على ممتلكاتهم. تُعتبر كنيسة العِلمولوجيا بين أكبر تلك الجماعات الدينية، وعدد أعضائها بين 5000 و6000 عضو، بينما طافة توحيد الكنيسة لها 700 تابع. تشمل الجماعات الأخرى المسماة بالطوائف الآتي: المهمة النورية الإلهية، إكانكار، حركة أوشو، يوغا ساهاجا، ساي بابا، التأمل المتعالي، مؤسسة مركز التجارب الاجتماعية، العائلة، الحياة الكونية، سري تشينموي.
تحتوي مقاطعتا كارينثيا وبيرغينلاند على نسب عالية من البروتستانت عن المتوسط القومي. بينما يزيد تواجد المسلمين في فيينا (7.8%) ومقاطعة فورارلبيرغ (8.4%) عن المتوسط القومي؛ وهي المناطق الصناعية التي تجذب الزوار العاملين من تركيا ويوغوسلافيا السابقة.
طبقًا لاستطلاع للرأي أجراه FESSEL-GfK، فإن نسبة 78% من المجيبين يصرحون بأنهم ينتمون إلى كنيسة أو جماعة دينية. أقر 2% من هذا العدد بحضور الكنيسة أكثر من مرة في الأسبوع، و15% يحضرون أسبوعيًا، و17% يحضرون على الأقل مرة في الشهر، و34% يحضرون مرات عديدة في السنة (في مناسبات خاصة)، و32% لا يحضرون أبدًا.

## حال الحرية الدينية

### الهيكل القانوني السياسي
يكفل الدستور الحرية الدينية، وتحترم الحكومة هذا الحق عمليًا، باستثناء بعض الجماعات ذات المرتبة الثانية (أو التي ليس لها منزلة على الإطلاق) بموجب قانون عام 1998 عن مكانة الجماعات الطائفية الدينية. يُسمى البعض من تلك الجماعات باسم الطوائف. لجأت جماعة شهود يهوه للقضاء بسبب ذلك، التي صعّدت قضيتها إلى المحكمة الأوروبية لحقوق الإنسان. لم تنل كنيسة العلمولوجيا أيضًا منزلة الاعتراف بها كجماعة دينية.
الحكومة علمانية. الكنيسة الكاثوليكية الرومانية أبرز كنيسة في الدولة، وأغلب أيام عطلتها تُعتبر عطلة رسمية بالنسبة للحكومة.
يحكم قانون الاعتراف بالكنائس لعام 1874 منزلة المنظمات الدينية وقانون مكانة المجتمعات الطائفية الدينية لعام 1998 على منزلة «المجتمعات الطائفية». تنقسم المنظمات الدينية إلى ثلاث فئات قانونية (مرتبة تنازليًا من حيث المكانة): جماعات دينية معترف بها رسميًا، جماعات دينية طائفية، وروابط. تمتلك كل فئة مجموعة محددة من الحقوق والامتيازات وعليها مسئوليات.
كان للاعتراف بالجماعات الدينية بموجب قانون عام 1874 تداعيات واسعة المدى، مثل القدرة على المشاركة في برامج المساهمة الكنسية الإجبارية، وتوفير التعليمات الدينية في المدارس العامة، وإحضار العاملين الدينيين إلى الدولة كوزراء ومبشرين ومعلمين. كان للمجتمعات الدينية بموجب قانون 1874 مكانة «مؤسسة عامة». تسمح تلك المكانة للجماعات الدينية بالمشاركة في عدد من الأنشطة العامة أو شبه العامة، وهي حقوق منكرة على الجماعات الطائفية. توفر الحكومة دعمًا ماليًا للمعلمين الدينيين في المدارس العامة والخاصة للجماعات الدينية ولكن لا توفر ذلك للمنظمات الدينية الأخرى. توفر الحكومة دعمًا للمدارس الخاصة التابعة للجماعات الدينية المعترف بها.
للجماعات الدينية المعترف بها رسميًا هي:
- الكنيسة الكاثوليكية
  - الطقس الروماني (معترف بها قبل 1781)
  - الطقس البيزنطي (معترف بها منذ 1782)
  - الطقس الأرميني (معترف بها منذ 1810)

- الكنيسة البروتستانتية (معترف بها منذ 1781)
  - الطائفة اللوثرية
  - الطائفة المصلحة

- الكنيسة الأرثوذكسية الشرقية (معترف بها منذ 1782)
  - بطريركية القسطنطينية المسكونية
  - الكنيسة الصربية الأرثوذكسية
  - كنيسة رومانية أرثوذكسية
  - الكنيسة الروسية الأرثوذكسية
  - الكنيسة البلغارية الأرثوذكسية

- الكنيسة الكاثوليكية القديمة (معترف بها منذ 1874)

- المجتمع اليهودي (معترف به منذ 1890)
- المجتمع الإسلامي (معترف به منذ 1912)
- كنيسة النمسا الميثودية (معترف بها منذ 1951)
- كنيسة يسوع المسيح لقديسي الأيام الأخيرة (معترف بها منذ 1955)
- الأرثوذكسية المشرقية
  - كنيسة الأرمن الأرثوذكس (معترف به منذ 1971)
  - الكنيسة القبطية الأرثوذكسية (معترف به منذ 2003)
  - الكنيسة السريانية الأرثوذكسية

- الكنيسة الرسولية الجديدة (معترف به منذ 1975)

- المجتمع البوذي (معترف به منذ 1983)
- شهود يهوه (معترف بهم منذ 2009)
- الكنائس الحرة في النمسا (معترف بها منذ 2013)
- الكنيسة المعمدانية
- المينوناتية

فرض قانون مكانة الجماعات الدينية الطائفية لعام 1998 شروطًا جديدة على الجماعات الدينية لتحصل على المكانة الاجتماعية الدينية، مع حفاظه على مكانة المجتمعات المعترف بها سابقًا. انطوت الشروط الجديدة على ألا تقل فترة وجود الجماعة عن 20 عامًا (وأن تكون 10 سنين منها على الأقل كجماعة منظمة باعتبارها جماعة طائفية بموجب قانون 1998) وعضوية لا يقل عددها عن 0.002 من سكان الدولة (ما يقارب 16000 شخص). لم تحقق تلك الشروط إلا سبع مجموعات دينية معترف بها (الكنيسة الكاثوليكية والكنيسة البروتستانتية والمجتمع الإسلامي والكنيسة الأرثوذكسية الشرقية وشهود يهوه والمجتمع العلوي والكنائس الحرة). ولكن لم يوف بالشروط أي من المجتمعات غير المعترف بها.
يسمح قانون عام 1998 للجماعات الدينية غير المعترف بها بالسعي لنيل الاعتراف الرسمي لتكون «جماعة طائفية»، بدون الامتيازات المالية أو التعليمية المتاحة للأديان المعترف بها. يجب أن يكون للجماعة 300 عضو على الأقل للتسجيل في الحكومة موضحين كتابيًا أهدافهم وحقوقهم وإلزاميات الأعضاء وتنظيم العضوية والرسميات والتمويل. يجب على الجماعات أيضًا تقديم نسخة مكتوبة من العقيدة الدينية الخاصة بهم، والتي يجب أن تكون مختلفة عن أي من الأديان المعترف بها بموجب قانون 1874 أو أي مجتمع طائفي آخر مؤسس بموجب قانون 1998.